# Carl Laemmle
Carl Laemmle (Laupheim, Württemberg, Alemanya, 17 de gener de 1867 – Beverly Hills, Califòrnia, 24 de setembre de 1939) fou un productor de cinema alemany, pioner de la indústria cinematogràfica i fundador d'Universal Studios.

## Biografia
Després d'emigrar als Estats Units el 1884 i treballar en diferents oficis, Laemmle va ingressar al negoci de la distribució de pel·lícules, convertint-lo en un dels més importants d'Amèrica del Nord. El 1909 va produir la seva primera pel·lícula, Hiawatha, una versió de 15 minuts del poema de Henry Wadsworth Longfellow. Per a aquest temps ja era considerat un líder entre els productors independents.
El 1915 va construir la Universal City. Va realitzar diverses produccions reeixides com Blind Husbands (1919), Esposes frívoles (1922), The Phantom of the Opera (1925) i Frankenstein (1931).